# Morti nel 1335
| Questa pagina contiene informazioni ricavate automaticamente dalle voci biografiche con l'ausilio del template Bio e di un bot. L'aggiornamento è periodico e automatico e ricostruisce completamente la pagina. Se manca una persona in questa lista, sei pregato di non aggiungerla, ma accertati piuttosto che la sua voce biografica contenga il template Bio e che i dati anagrafici siano correttamente compilati. Se il template Bio manca, inseriscilo tu stesso o, in alternativa, metti l'avviso {{tmp\|Bio}} che ne segnala la mancanza. Se i dati riportati sono sbagliati, correggi direttamente la voce biografica; le modifiche saranno visibili in questa lista entro pochi giorni. Per chiarimenti vedi il progetto biografie. La lista contiene solo le 26 persone che sono citate nell'enciclopedia e per le quali è stato implementato correttamente il template Bio. Pagina aggiornata al 10 feb 2025. |

- 2 aprile - Enrico di Carinzia e Tirolo, nobile italiano
- 2 aprile - Giovanni II di Namur, marchese (n. 1311)
- 5 aprile - Ugone II di Arborea, sovrano
- 18 aprile - Luther von Braunschweig
- 23 luglio - Morinaga, principe giapponese (n. 1308)
- 27 agosto - Gian Gaetano Orsini, cardinale italiano
- 12 settembre - Rizzardo VI da Camino, politico e condottiero italiano
- 23 settembre - Guglielmo di Tocco, nobile italiano
- 19 ottobre - Elisabetta Richeza di Polonia, nobile polacca (n. 1288)
- 24 novembre - Enrico VI il Buono, nobile polacco (n. 1294)
- 24 novembre - Arnaldo de Via, cardinale francese
- 1º dicembre - Abu Sa'id, mongolo (n. 1305)
- 31 dicembre - Rinaldo II d'Este, nobile, politico e condottiero italiano
- Donato Acciaiuoli il vecchio, politico italiano
- Alfonso Federico di Sicilia, nobile
- Aquilina di Monteserico, nobildonna italiana
- Giacomo Belvisi, giurista italiano
- Guglielmo I Bevilacqua, condottiero italiano (n. 1272)
- Bartolomeo Bononi, religioso italiano
- Giovanni Cini, religioso italiano (n. 1270)
- Goro di Gregorio, scultore italiano (n. 1275)
- Pietro Lancia, politico italiano
- Malatestino Novello Malatesta, condottiero italiano
- Giovanni d'Epiro, conte (n. 1300)
- Sancio d'Aragona, nobile e politico spagnolo
- Gilberto della Scala, nobile italiano